# Segonzac (Corrèze)
Segonzac è un comune francese di 239 abitanti situato nel dipartimento della Corrèze nella regione della Nuova Aquitania.

## Società

### Evoluzione demografica
Abitanti censiti